# Montepaone
Montepaone község (comune) Olaszország Calabria régiójában, Catanzaro megyében.

## Fekvése
A megye keleti részén fekszik, a Jón-tenger partján. Határai: Centrache, Gasperina, Montauro, Palermiti, Petrizzi és Soverato.

## Története
A település alapításáról nem léteznek pontos adatok. Valószínűleg a 9. században alapította a szaracén portyázások elől menekülő lakosság. Középkori épületeinek nagy része az 1783-as calabriai földrengésben elpusztult. A 19. század elején vált önálló községgé, amikor a Nápolyi Királyságban felszámolták a feudalizmust.

## Népessége
A népesség számának alakulása:

## Főbb látnivalói
- Santa Maria degli Angeli-templom
- Madonna dell’Immacolata-templom